# Taconite (Minnesota)
Pour les articles homonymes, voir Taconite.
Taconite est une ville américaine située dans le Comté d'Itasca, dans le Minnesota. Selon le recensement de 2010, sa population est de 360 habitants.